# Tripseuxoa deeringi
Tripseuxoa deeringi är en fjärilsart som beskrevs av William Schaus 1929. Tripseuxoa deeringi ingår i släktet Tripseuxoa och familjen nattflyn. Inga underarter finns listade i Catalogue of Life.